# 亚历山大·施敦力
亚历山大·施敦力(Alexander Stronach，1800年—19世纪) 十九世纪英国伦敦会派遣来华的新教传教士。
生于爱丁堡。1837年被伦敦会派遣到华人中传教，12月中抵达加尔各答，短暂逗留后，于1838年正月22日乘船，2月17日抵达槟城；3月2日路经马六甲,5日抵达新加坡。施敦力在新加坡学习汉语，为在华侨中布道做准备。1839年8月14日抵槟城，接替戴维斯在华侨中布道。1843年到香港出席关于圣经的翻译事宜的会议。1844年到新加坡，出任中国教会的主持，兼打理铸字厂。1846年5月1日启程前往香港，随行携带铸字厂的各项设备，6月抵达香港。他在香港一面传教一面打理铸字厂。八月到厦门作为他永久的驻地。他在厦门开办寄宿学校，他和夫人共同教学生中文和英文，一直到1860年。此后他继续在厦门传教。
他的胞弟约翰·施敦力也是伦敦会派驻厦门的传教士。

## 著述
- 《养心神诗新编》 1857 厦门
- 《总论耶稣之荣》 1863 新加坡